# Айше-султан (дочь Мурада III)
Айше́-султа́н (1565, Маниса — 15 мая 1605, Стамбул) — дочь османского султана Мурада III и Сафие Султан. Айше была трижды замужем.

## Биография
Айше-султан родилась  в 1565 году и была старшей дочерью османского султана Мурада III и его любимой наложницы Сафие Султан. В декабре 1574 года умер дед Айше, султан Селим II, и девочка вместе с гаремом отца была перевезена во дворец Топкапы в Стамбуле. По настоянию матери Айше получила хорошее образование.
В мае 1586 года Айше вышла замуж за серба Дамата Ибрагима-пашу, который затем трижды становился великим визирем. Свадебные торжества были весьма пышными и длились несколько дней. Вскоре после свадьбы Айше переехала в собственный дворец, однако часто навещала родителей в Топкапы. В 1595 году умер отец Айше и на трон взошёл старший из её братьев, Мехмед III. Помимо Мехмеда, к тому моменту в живых оставались ещё девятнадцать сыновей Мурада III и все они были казнены новым султаном. С восшествием на трон Мехмеда Сафие Султан получила огромную власть. Айше поддерживала мать, однако особого интереса к политике не проявляла. По просьбе Сафие в 1596 году муж Айше был назначен великим визирем; на этом посту он пробыл до октября 1596 года, но в декабре вновь стал великим визирем. В последний раз Ибрагим был назначен на главный пост государства в январе 1599 года, а 10 июля 1601 года он умер в военном лагере под Белградом. Айше осталась бездетной вдовой. Вскоре после смерти супруга Айше вновь вышла замуж: её избранником стал новый великий визирь — Йемишчи Хасан-паша. В браке с Хасаном-пашой в 1603 году родился единственный ребёнок Айше. В октябре 1603 года Йемишчи Хасан-паша был казнён; вскоре после этого Айше вышла замуж за Гюзельдже Махмуда-пашу. Брак был бездетным.

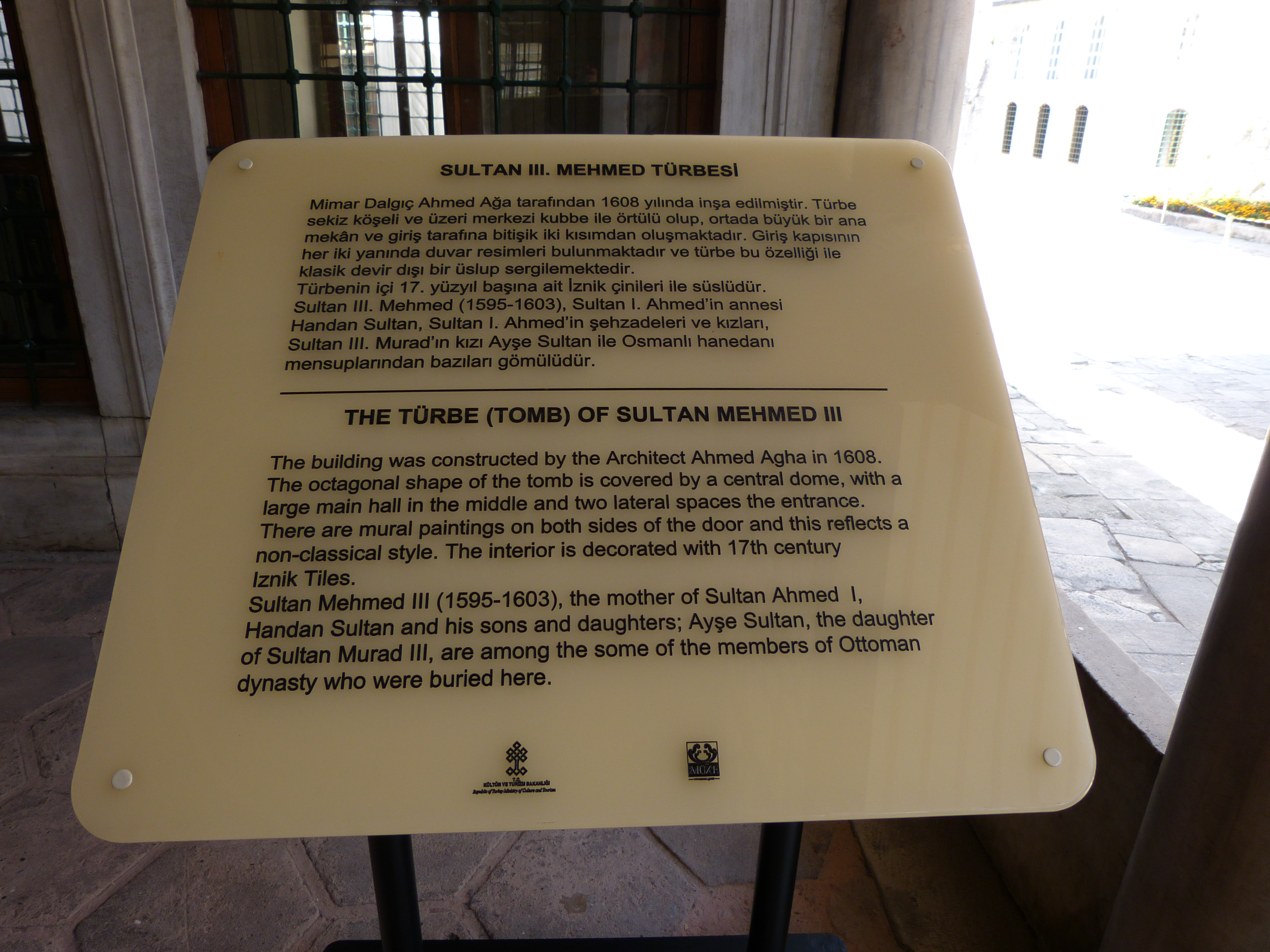
Информационная табличка в тюрбе Мехмеда III, где похоронена Айше Султан

Айше Султан умерла 15 мая 1605 года в собственном дворце в Стамбуле и была похоронена в тюрбе брата Мехмеда III в мечети Ая-Софья. Айше Султан была известна своей благотворительностью. В своём завещании она распорядилась освободить всех своих рабов и рабынь; выплатить 10 000 акче в качестве штрафов за людей, оказавшихся в тюрьме за долги менее 500 акче; 2 000 акче Айше завещала раздать беднякам, больным и сиротам в столице; остальные деньги она завещала раздать беднякам в священных городах Мекке, Медине и Иерусалиме. Также была выделена крупная сумма для выкупа женщин-мусульманок, взятых в плен.